# Guatteria tomentosa
Guatteria tomentosa là loài thực vật có hoa thuộc họ Na. Loài này được Rusby mô tả khoa học đầu tiên năm 1910.